# Plaza de toros de Huesca
La plaza de toros de Huesca es un coso taurino situado en el municipio español de Huesca, en la provincia homónima (Aragón). La plaza está catalogada como de segunda categoría. Inaugurada en 1929 se remodeló en 1987, cuenta con un aforo de 5.600 localidades.
La feria taurina se celebra durante las Fiestas de San Lorenzo.

## Historia
Hay constancia de festejos taurinos celebrados en Huesca en 1658 para celebrar el nacimiento del Príncipe Felipe Próspero, hijo del Rey Felipe IV. Festejos que se desarrollaron en un paraje llamado “Campo del toro”, situado en el barrio de las Tenerías. 
La primera plaza de toros que se construyó en Huesca se inauguró el 10 de agosto de 1850. Se levantó sobre un solar donde había estado la iglesia de San Juan. Esta primera plaza sufrió varias reformas a lo largo de su historia hasta que fue demolida en el año 1920. Desde aquel derribo, hasta la construcción de la actual plaza de toros se instaló una provisional de madera en la parte trasera del Casino Oscense. El nuevo coso se levantó gracias a la iniciativa del Club Taurino San Lorenzo que contó con el apoyo del Ayuntamiento. El 10 de agosto de 1929 se inauguró el nuevo coso coincidiendo con la festividad de San Lorenzo. Se acartelaron los toreros Antonio Marqués, Manuel Martínez y Félix Rodríguez frente a toros de la ganadería de Sánchez Rico.
A lo largo de su historia se han realizado varias remodelaciones en beneficio de su imagen y cuidado. Una plaza, que cuenta con un ruedo de 45 metros de diámetro
Son varios los toreros que se han doctorado en la plaza de toros de Huesca, como por ejemplo, Jesús Gracia el 10 de agosto de 1953 con toros de Ángel Pérez y Chaves Flores y Joselito Torres. Raúl Zorita, el 10 de agosto de 1989, con toros de Jandilla y Manzanares y Julio Robles en el cartel. Tomás Luna, el 10 de agosto de 2001 con toros de Fuente Ymbro y Ponce y Juli en el cartel.